# 米克爾·奧森柏格
米克爾·查理·奧森柏格（Michel Charles Oksenberg，1938年—2001年），美國政治學者，長期研究中國，為美國政府重要的中國事務專家。

## 生平
1960年畢業於斯沃斯莫爾學院，在哥倫比亞大學取得碩士（1963年）與博士（1969年）學位。
在吉米·卡特政府時期，與茲比格涅夫·布熱津斯基一同主導了美國對中國的建交談判。